# Carlos Alfaro Alcántara
Carlos Andrés Alfaro Alcántara (Coquimbo, 29 de maio de 1991) é um futebolista chileno que joga como goleiro na Ñublense.

## Carreira

### Coquimbo
Alfaro chegou nas divisões de base do Coquimbo em 2004, onde ficou até 2010, quando foi promovido ao elenco principal e estreou. Naquele ano atuou em 8 jogos.

### Universidad de Chile
Foi contratado pela Universidad de Chile em 2011 para o lugar de Miguel Pinto que se transferiu para o Atlas, do México.
Em 2 de dezembro de 2012, estreou profissionalmente pela Universidad de Chile contra a Universidad de Concepción em partida válida pela Copa Chile, quando substituiu o goleiro Paulo Garcés, que saiu machucado. A partida terminou em 3 a 1 a favor da la "U".

## Seleção Chilena
Ele foi convocado pelo treinador César Vaccia para representar a Seleção Chilena Sub-20 no Campeonato Sul-Americano Sub-20 de 2011. Na estreia do Chile, contra o Peru, na vitória por 2 a 0, foi o melhor jogador da partida, efetuando grandes defesas e sendo responsável pela equipe não tomar gol. Na segunda partida, contra o Uruguai, na derrota por 4 a 0, teve uma atuação lamentável, cometendo vários erros, juntamente com sua defesa. Contra a Argentina, na terceira partida, a equipe não esboçou reação e sendo derrotada por 3 a 1.

## Estatísticas
Até 24 de fevereiro de 2013.

### Clubes
| Clube                | Temporada         | Campeonato nacional | Campeonato nacional | Copa nacional[a] | Copa nacional[a] | Competições continentais[b] | Competições continentais[b] | Outros torneios[c] | Outros torneios[c] | Total | Total |
| Clube                | Temporada         | Jogos               | Gols                | Jogos            | Gols             | Jogos                       | Gols                        | Jogos              | Gols               | Jogos | Gols  |
| -------------------- | ----------------- | ------------------- | ------------------- | ---------------- | ---------------- | --------------------------- | --------------------------- | ------------------ | ------------------ | ----- | ----- |
| Coquimbo             | 2008              | 0                   | 0                   | 0                | 0                | 0                           | 0                           | —                  | —                  | 0     | 0     |
| Coquimbo             | 2009              | 0                   | 0                   | 0                | 0                | 0                           | 0                           | —                  | —                  | 0     | 0     |
| Coquimbo             | 2010              | 0                   | 0                   | 0                | 0                | 0                           | 0                           | —                  | —                  | 0     | 0     |
| Coquimbo             | Total             | 0                   | 0                   | 0                | 0                | 0                           | 0                           | —                  | —                  | 0     | 0     |
| Universidad de Chile | 2011              | 0                   | 0                   | 0                | 0                | 0                           | 0                           | —                  | —                  | 0     | 0     |
| Universidad de Chile | 2012              | 0                   | 0                   | —                | —                | —                           | —                           | —                  | —                  | 0     | 0     |
| Universidad de Chile | Total             | 0                   | 0                   | 0                | 0                | 0                           | 0                           | —                  | —                  | 0     | 0     |
| Total na carreira    | Total na carreira | 0                   | 0                   | 0                | 0                | 0                           | 0                           | 0                  | 0                  | 0     | 0     |

- a. ^ Jogos da Copa Chile
- b. ^ Jogos da Copa Libertadores e Copa Sul-Americana
- c. ^ Jogos do Jogo amistoso

## Títulos
Universidad de Chile
- Campeonato Chileno (Torneo Apertura): 2011 e 2012
- Campeonato Chileno (Torneo Clausura): 2011
- Copa Sul-Americana: 2011

 Título invicto